# Archytas thompsoni
Archytas thompsoni là một loài ruồi trong họ Tachinidae.